# Popis kalendara
Ovo je popis kalendara.

## U uporabi
- 360-dnevni kalendar
- adventski kalendar
- akanski kalendar
- armenski kalendar
- asirski kalendar
- astronomski
- bahaistički kalendar
- bengalski kalendar
- berberski kalendar
- budistički kalendar
- diskordijanski kalendar
- džainistički kalendar
- etiopski kalendar
- fiskalna godina, razlikuje se od zemlje do zemlje, u uporabi samo u računovodstvu
- germanski kalendar (još ga uvijek rabe ásatrúovci)
- gregorijanski kalendar, danas u uporabi u većini zemalja u svijetu
- hebrejski kalendar
- hinduistički kalendari
- ibibijski kalendar, rabe ga Ibibiji
- igboanski kalendar, rabe ga Igboanci.
- indijski nacionalni kalendar
- iranski kalendari
- irski kalendar
- islamski kalendar
- ISO-ov
- japanski kalendar (gregorijanski mjeseci)
- javanski kalendar
- jorupski kalendar (u uporabi u Nigeriji)
- julijanski kalendar
- kalendar ere ćućhe u uporabi u Sjevernoj Koreji
- kineski kalendar
- koptski kalendar
- kosanski kalendar (u uporabi u Južnoj Africi)
- kurdski kalendar
- litavski kalendar
- majanski kalendar (dijelove još uvijek rabe Maje)
- malajalamski kalendar
- nanakšahi
- nepalski kalendar
- nepalski sambat
- minguoski kalendar u uporabi u Republici Kini / Tajvanu
- revidirani julijanski kalendar
- rumunjski kalendar
- runski kalendar (još ga uvijek rabe ásatrúovci)
- tajski lunarni kalendar
- tajski solarni kalendar
- tamilski kalendar
- tibetski kalendar
- zoroastristički kalendar (uključujući partski)

## Zastarjeli kalendari
- atički kalendar
- aztečki kalendar
- babilonski kalendar
- bizantski kalendar
- bugarski kalendar
- egipatski kalendar
- Enohov kalendar
- firentinski kalendar
- francuski republikanski kalendar
- helenski kalendari
- kalendar rumi
- kolinjijski kalendar
- mezoamerički kalendari
- pentekontadni kalendar
- pozitivistički kalendar
- rapanuijski kalendar
- rimski kalendar
- runski kalendar
- sovjetski revolucionarni kalendar (gregorijanski kalendar s 5-dnevnim i 6-dnevnim tjednima)
- srpski kalendar
- staroislandski kalendar
- staromakedonski kalendar
- švedski kalendar (u uporabi 1700. – 1844.)

## Predloženi

### Reformirani kalendari
Ovo su predložene reforme gregorijanskog kalendara
- holocenski kalendar
- invarijabilni kalendar
- međunarodni fiksni kalendar (također znan kao međunarodni vječni kalendar)
- pankronometar ili univerzalni jurjevski kalendar
- svjetski kalendar
- svjetski sezonski kalendar
- tišinski kalendar
- kalendari s prijestupnim tjednom
  - Common-Civil-Calendar-and-Time
  - Hanke-Henryjev permanentni kalendar
  - kalendar pax
  - Symmetry454

### Prijedlozi nezemaljskih kalendara
- darijevski kalendar (za Mars)

## Fikcijski
- discworldski kalendar
- međuzemski kalendar
- zvjezdani datumi (iz Zvjezdanih staza)

## Više informacija
- zlatna kapa (brončanodobni lunisolarni kalendar)
- brojke u kulturi žarnih polja tijekom europskog brončanog doba (interpretirane kalendarski)